# UFC on FOX 10
UFC on FOX 10: Henderson vs. Thomson（ユーエフシー・オン・フォックス・テン：ヘンダーソン・バーサス・トムソン）は、アメリカ合衆国の総合格闘技団体「UFC」の大会の一つ。2014年1月25日、イリノイ州シカゴのユナイテッド・センターで開催された。

## 大会概要
本大会ではベン・ヘンダーソンとジョシュ・トムソンによるライト級ワンマッチが組まれた。
RFAウェルター級王者マイク・ローデス、CFFCウェルター級王者ジョージ・サリヴァンがUFCデビュー。

### カード変更
負傷などによるカードの変更は以下の通り。
- ジャレッド・ロショルト vs. アレクセイ・オレイニク → オレイニクの負傷により中止

- パスカル・クラウス vs. アダム・ハリエフ → 両者の負傷により中止

## 試合結果

### アーリープレリム
第1試合 ヘビー級ワンマッチ 5分3R
○  ニキータ・クリロフ vs.  ウォルト・ハリス ×
1R 0:25 TKO（右ハイキック→パウンド）

### プレリミナリーカード
第2試合 ウェルター級ワンマッチ 5分3R
○  ジョージ・サリヴァン vs.  マイク・ローデス ×
3R終了 判定3-0（29-28、29-28、29-28）
第3試合 ライト級ワンマッチ 5分3R
○  ダロン・クルックシャンク vs.  マイク・リオ ×
2R 4:56 TKO（スタンドパンチ連打）
第4試合 バンタム級ワンマッチ 5分3R
○  ウゴ・ヴィアナ vs.  ラミロ・ヘルナンデス ×
3R終了 判定3-0（29-28、29-28、29-28）
第5試合 バンタム級ワンマッチ 5分3R
○  チコ・カムス vs.  ヤオツィン・メザ ×
3R終了 判定3-0（30-27、29-28、29-28）
※カムスの薬物検査失格によりノーコンテスト。
第6試合 バンタム級ワンマッチ 5分3R
○  エディ・ワインランド vs.  イーブス・ジャボウィン ×
2R 4:16 TKO（パウンド）
第7試合 バンタム級ワンマッチ 5分3R
○  アレックス・カサレス vs.  セルジオ・ペティス ×
3R 4:39 リアネイキドチョーク

### メインカード
第8試合 フェザー級ワンマッチ 5分3R
○  ジェレミー・スティーブンス vs.  ダレン・エルキンス ×
3R終了 判定3-0（29-28、30-27、30-27）
第9試合 ライト級ワンマッチ 5分3R
○  ドナルド・セラーニ vs.  アドリアーノ・マルチンス ×
1R 4:40 KO（右ハイキック）
第10試合 ヘビー級ワンマッチ 5分3R
○  スティーペ・ミオシッチ vs.  ガブリエル・ゴンザーガ ×
3R終了 判定3-0（30-27、30-27、29-28）
第11試合 ライト級ワンマッチ 5分5R
○  ベン・ヘンダーソン vs.  ジョシュ・トムソン ×
5R終了 判定2-1（48-47、47-48、49-46）

### 各賞
ファイト・オブ・ザ・ナイト： アレックス・カサレス vs. セルジオ・ペティス
ノックアウト・オブ・ザ・ナイト： ドナルド・セラーニ
サブミッション・オブ・ザ・ナイト： アレックス・カサレス
各選手にはボーナスとして5万ドルが支給された。